# Stephen Gough
Stephen Gough (nascido em 1959), também conhecido como Steve Gough e the Naked Rambler, é um marinheiro britânico que se transformou em ativista em Eastleigh, Hampshire, famoso por atravessar todo o Reino Unido de 2003 a 2004 sem a utilização de vestuário, e por ser preso por conta disso.
Foi preso novamente em 19 de Maio de 2006 no aeroporto de Edinburgh depois de tirar as roupas durante um vôo e se recusar a colocá-las. On 25 August 2006 he was given a seven month jail sentence.